# Centralny Obóz Pracy w Krzesimowie
Centralny Obóz Pracy w Krzesimowie – obóz pracy NKWD i Urzędu Bezpieczeństwa Publicznego działający w latach 1944–1946 w miejscowości Krzesimów w województwie lubelskim.

## Historia
Obóz w Krzesimowie założony został już w sierpniu 1944 r. przez NKWD jako obóz pracy więzienia na zamku lubelskim. Obiekt zlokalizowano ta terenie upaństwowionego majątku we wsi Krzesimów. Pałac został zaadaptowany dla zarządu obozowego a budynki gospodarcze dla więźniów i wojska. Pierwszy obóz prawdopodobnie został rozbity przez oddziały podziemia niepodległościowego.
W październiku 1944 r. został przejęty przez Urząd Bezpieczeństwa pod nazwą Obóz Pracy Przestępców Politycznych i Podejrzanych, a okólnikiem ministra bezpieczeństwa publicznego z 25 kwietnia 1945 r. utworzono tu Centralny Obóz Pracy. Początkowo mieli tu trafiać kolaboranci i ludność niemiecka, jednak więźniami byli przede wszystkim żołnierze polskiego podziemia przebywający wcześniej w więzieniu na zamku lubelskim. Załogę obozu stanowili funkcjonariusze UB, osłonę zewnętrzną zapewniali żołnierze Korpusu Bezpieczeństwa Wewnętrznego. Komendanturę stanowili enkawudziści. Ofiary były przywożone koleją na stację kolejową Minkowice, skąd szły pieszo do Krzesimowa. Wiadomo o siedmiu dużych i dziewięciu mniejszych transportach z zamku lubelskiego od 20 listopada 1944 r. W czasie przebywania w obozie więźniowie pracowali na roli, w kamieniołomie w Dominowie, w młynie, magazynie zbożowym oraz przy wyrębie drzew. Budynki przeznaczone na baraki dla więźniów nie miały łaźni, ubikacji i urządzeń dezynfekcyjnych, brakowało w nich okien, ogrzewania, nie było wentylacji. Stale unosił się w nich fetor rozkładającej się słomy. Baraki były przeludnione; w jednym budynku przebywało od 100 do 200 osób, w tym wielu chorych. Brak było koców i ciepłej odzieży, wszędzie panował brud. Za toalety służyły prowizoryczne doły kloaczne znajdujące się w centralnej części obozu. 
Wkrótce Centralny Obóz Pracy w Krzesimowie został zdegradowany do kolonii rolnej przez tragiczne warunki sanitarne, a okólnik nr 57 ministra bezpieczeństwa publicznego z 12 czerwca 1945 r. rozpoczął proces wygaszania obozu, który swoje funkcjonowanie zakończył w grudniu 1946 r.
Dzięki śledztwu Oddziałowej Komisji Ścigania Zbrodni przeciwko Narodowi Polskiemu w Lublinie wiadomo o 424 ofiarach obozu w Krzesimowie. Ciała chowano początkowo wokół budynków gospodarczych, później były przenoszone do tzw. Lasu Pruszkowskiego sąsiadującego od północy z folwarkiem. Podczas remontu drogi w 1996 r. odkryto szczątki ofiar. W zalesionym wąwozie gdzie znaleziono szczątki (tzw. Dolinie Krzyży) znajduje się miejsce pamięci poległych na skutek represji komunistycznych.